# Montrouziera lifua
Montrouziera lifua är en tvåvingeart som beskrevs av Jacques-Marie-Frangile Bigot 1860. Montrouziera lifua ingår i släktet Montrouziera och familjen bredmunsflugor. Inga underarter finns listade i Catalogue of Life.